# Bandera de Corvera de Asturias
La bandera de Corvera de Asturias (Asturias), es rectangular. Tiene el escudo municipal centrado, y el fondo es unicolor, en azul.
- Datos: Q5718502